# Neue Synagoge (Kalisz)
Koordinaten: 51° 45′ 37,1″ N, 18° 5′ 3,5″ O

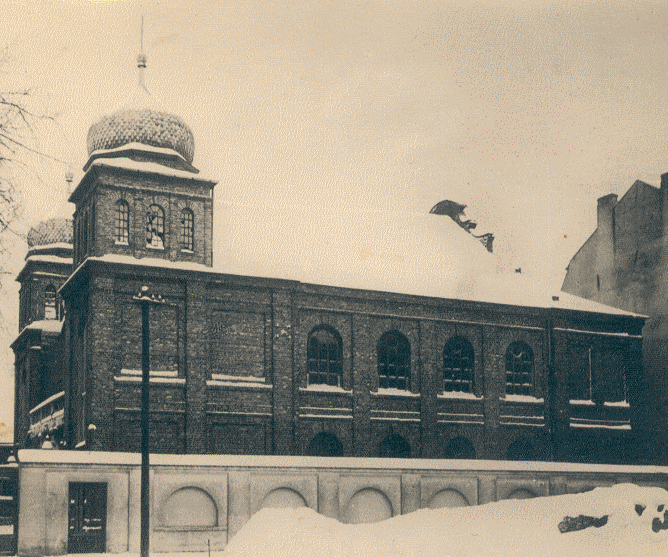
Neue Synagoge in Kalisz

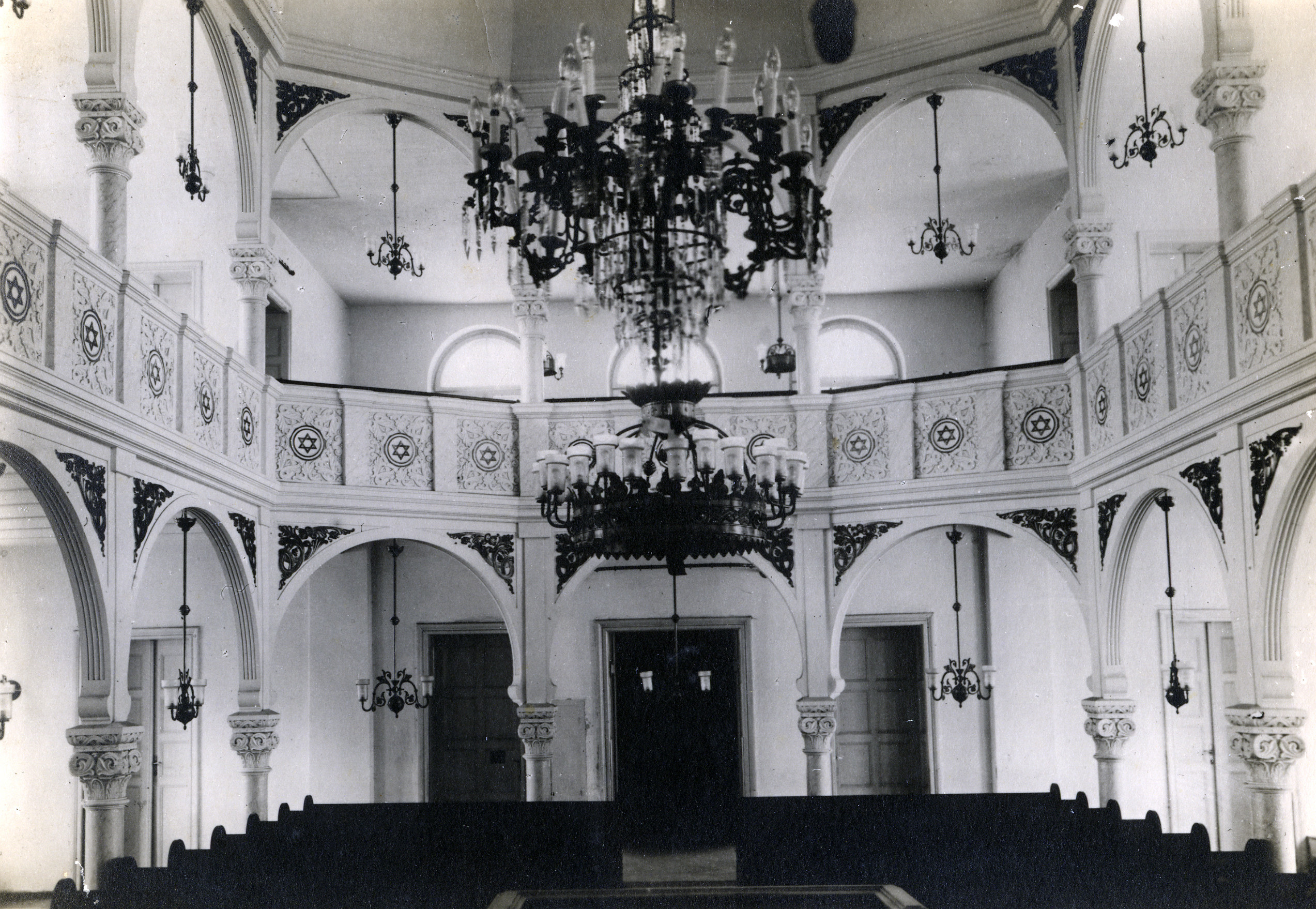
Innenansicht

Die Neue Synagoge in Kalisz (deutsch Kalisch), einer polnischen Stadt in der Woiwodschaft Großpolen, wurde 1910/11 errichtet und 1940 von den deutschen Besatzern zerstört.
Die Synagoge im Stil des Historismus befand sich in der Kurzen Straße. Sie wurde von der liberalen jüdischen Gemeinde errichtet, die sich von der orthodoxen jüdischen Gemeinde mit der Großen Synagoge abspaltete.